# Petrivsk
Petrivsk (ucraniano: Петрівськ) es un pueblo del Raión de Bolhrad en el Óblast de Odesa de Ucrania. Según el censo de 2001, tiene una población de 2000 habitantes.